# ザナルカンドにて
「ザナルカンドにて」は、スクウェア（現スクウェア・エニックス）から発売のロールプレイングゲーム『ファイナルファンタジーX』（以下『FF10』と表記）の楽曲である。植松伸夫作曲。

## 解説
『FF10』のオープニングムービーを飾る曲であり、旅の終着点・ザナルカンドに到着した主人公一行が焚火を囲う場面で流れる。
元はフルート奏者・瀬尾和紀のために作曲した曲であったが、フルートのリサイタル曲としては「曲調が悲しすぎる」との理由で封印されていた。しかし、植松はサビへの盛り上がりが気に入っていたため、いつかどこかで使いたいと考えていたという。後日、『FF10』の制作期日が迫り、スタッフに曲の提出を求められた際にその曲を提出。鳥山求がオープニングの映像に合わせたところ、驚くほどはまり採用されることとなった。この曲がオープニングの場面にはまったことで、スタッフ全員のモチベーションが大きく上がったという。
劇中ではエンディングテーマを含め、フレーズに組み込んだ曲がいくつもあり、「素敵だね」に並ぶもう一つの主題歌と言える。
ゲーム開発中は終盤まで植松本人が手弾きしたものが使われていたが、最終的にはピアニストの森陽子が演奏している。

## 評価
2019年に放送されたNHKのファン参加型のランキング番組『発表！全ファイナルファンタジー大投票』の「あなたの好きな音楽」部門において1位を獲得した。
ゲーム好きのアナウンサーである宇内梨沙は「音楽がゲームのテーマを語る、そんな名曲」としてFFシリーズで最も好きな曲に挙げている。また、ピアニストの清塚信也は「クラシックの名曲に肩を並べる、誰が弾いても泣かせられる曲」と絶賛ししているほか、同じくピアニストの角野隼斗やゆゆうたも「思い入れのある曲」として演奏動画をYouTubeへ投稿している。

## カバー等
羽毛田丈史のアルバム『イマージュ アムール』に本人のアレンジ版が収録されている。また、平成29年度より教育芸術社の高等学校用教科書に採用されている。